# Neu Königsaue
Neu Königsaue is een plaats en voormalige gemeente in de Duitse deelstaat Saksen-Anhalt, en maakt deel uit van de Landkreis Salzlandkreis.
Neu Königsaue is een jonge plaats. Het ontstond in het midden van de jaren 1960, ongeveer 1500 meter van de plaats van het oorspronkelijke dorp Königsaue, dat moest wijken voor bruinkool-dagbouw.
Neu Königsaue telt 344 inwoners.